# Dietzhölztal
Dietzhölztal is een gemeente in de Duitse deelstaat Hessen, en maakt deel uit van de Lahn-Dill-Kreis.
Dietzhölztal telt 5.536 inwoners.

## Plaatsen in de gemeente Dietzhölztal
- Ewersbach
- Mandeln
- Rittershausen
- Steinbrücken

Aßlar · Bischoffen · Braunfels · Breitscheid · Dietzhölztal · Dillenburg · Driedorf · Ehringshausen · Eschenburg · Greifenstein · Haiger · Herborn · Hohenahr · Hüttenberg · Lahnau · Leun · Mittenaar · Schöffengrund · Siegbach · Sinn · Solms · Waldsolms · Wetzlar